# Dinagapostemon goneus
Dinagapostemon goneus är en biart som beskrevs av Roberts och Brooks 1987. Dinagapostemon goneus ingår i släktet Dinagapostemon och familjen vägbin. Inga underarter finns listade i Catalogue of Life.